# José Luis Díez García
José Luis Díez García (Madrid, 1960), és un historiador de l'art espanyol, acadèmic de la Reial Acadèmia de la Història.

## Biografia
José Luis Díez és Llicenciat en Geografia i Història per la Universitat Autònoma de Madrid i doctor en Història de l'Art per la Universitat Complutense de Madrid. Va realitzar la seva tesi sobre el pintor valencià Vicente López Portaña. Des de 1987 és conservador del Cos de Facultatius de l'Estat. Actualment és Cap de l'Àrea de Conservació de Pintura del segle xix del Museu Nacional del Prado. Està especialitzat en pintura espanyola del segle xix i ha dedicat els seus majors esforços a la revaloració de la pintura d'Història, el Neoclassicisme espanyol i els pintors espanyols del regnat d'Isabel II.
És vocal de la Junta Municipal d'Adquisicions d'Obres d'Art de l'Ajuntament de Madrid (1999), del Patronat del Museu de Belles Arts de València Sant Pius V (2000) i del Patronat de l'Institut Amatller d'Art Hispànic de Barcelona (2001).
El 8 de gener de 2010 va ser escollit per unanimitat membre numerari de la Reial Acadèmia de la Història. El2014 fou nomenat director del Museu de les Col·leccions Reials de Patrimoni Nacional.

## Exposicions de les que ha estat comissari
- La pintura de Historia en España en el siglo XIX, Museu del Prado (Sales del desaparegut M. E. A. C.), 1992.
- Federico de Madrazo y Kuntz (1814-1895), Madrid, Museu del Prado, 1997.
- José de Madrazo, Santander - Madrid, Fundación Marcelino Botín - Museo Municipal, 1998
- El Siglo XIX en el Museo del Prado, Madrid, Museu del Prado, 2007
- Joaquín Sorolla (1863-1923), Madrid, Museu del Prado, 2009.

## Obres
- Eduardo Rosales [1836-1873]. Dibujos. Catálogo razonado Fundación Marcelino Botín, 2007. ISBN 978-84-96655-07-2
- Vicente López: (1772-1850) Madrid : Fundación de Apoyo a la Historia del Arte Hispánico, 1999. ISBN 84-89796-01-7
- Vicente López (1772-1850) I. Vida y obra Fundación de Apoyo a la Historia del Arte Hispánico, 1999. ISBN 84-930030-8-5
- Vicente López (1772-1850) II. Catálogo razonado Fundación de Apoyo a la Historia del Arte Hispánico, 1999. ISBN 84-932891-9-1
- Epistolario Federico de Madrazo y Kuntz, Eduardo Alaminos López, José Luis Díez, N+Madrid : Museo del Prado, D.L. 1994. ISBN 84-87317-36-7